# Palandöken Dağı
Palandöken Dağı è una montagna alta 3.271 m s.l.m. Si trova nell'est della Turchia.
Il versante settentrionale ospita il Palandöken Kayak Merkezi (turco, Centro sciistico Palandöken in italiano) – sede di gara della XXV Universiade invernale – ed il capoluogo provinciale Erzurum. Il versante meridionale è attraversato da una delle strade asfaltate più alte tra quelle situate in paesi europei, che raggiunge i 2 885 metri del Palandöken Geçidi.